# Acraga coa
Acraga coa (лат.) — вид бабочек из семейства Dalceridae. Неотропика.

## Распространение
Центральная Америка: южная Мексика, Гватемала, Коста-Рика, Сальвадор, Панама.

## Описание
Размах крыльев самцов от 12 до 18 мм (у самок от 19 до 25 мм). Основная окраска от жёлто-оранжевой до красно-коричневой. Жилки переднего крыла светлее окружающего фона. В заднем крыле жилка Rs не слита с Sc+R1 в ячейку.
Вид был впервые описан в 1892 году американским энтомологом Уильямом Шаусом под первоначальным названием Pinconia coa.
Гусеницы (около 2-3 см) благодаря своему необычному внешнему виду с желеподобными выростами напоминают драгоценный камень и именуются «жемчужными», «мармеладными», «кристальными».

## Хозяева
Бабочки были обнаружены на Coffea arabica и Citrus sp..